# Пропавшие женщины

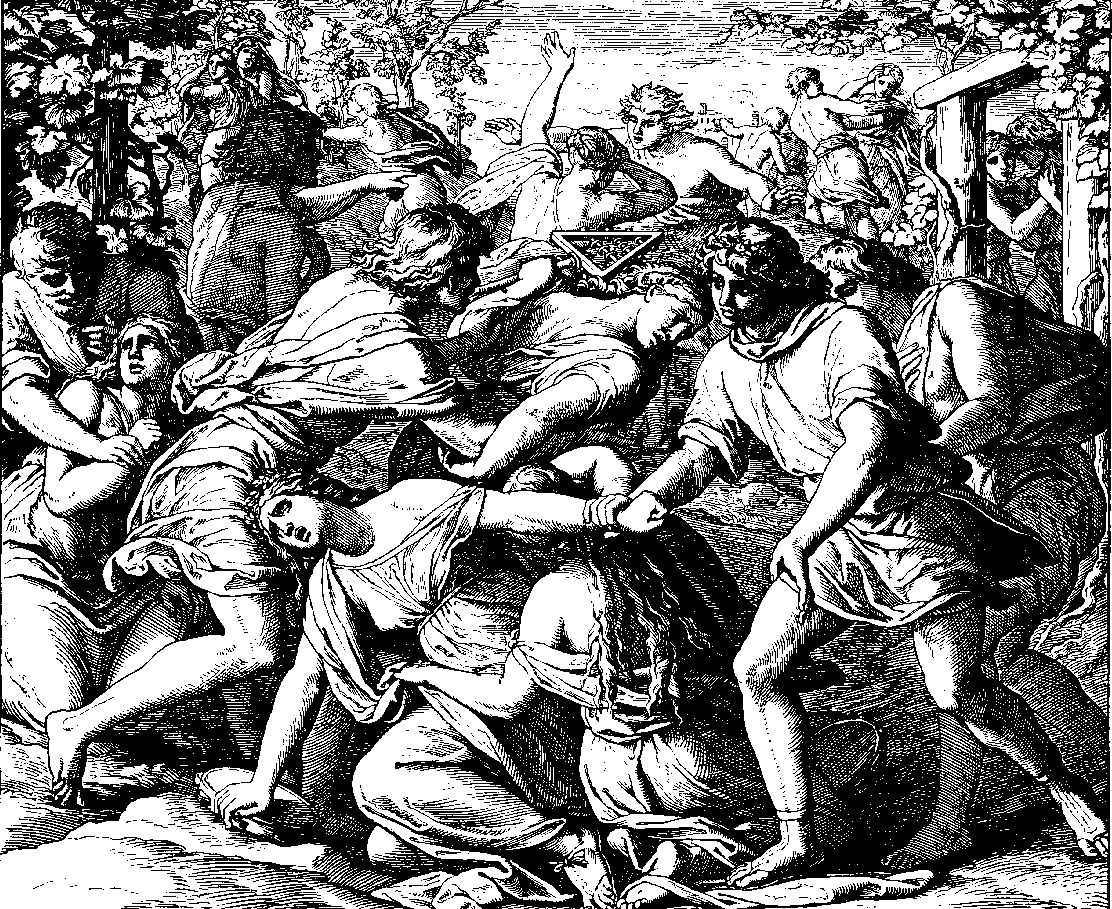
Вениаминиты захватывают жён из Шило на этой гравюре 1860 года Юлиуса Шнорра фон Карольсфельда. Их было недостаточно для вступления в брак из-за больших потерь в битве при Гиве.

Термин «пропавшие женщины» или «исчезнувшие женщины» (англ. missing women) — обозначает сокращение числа женщин по сравнению с ожидаемым числом женщин в регионе или стране. Чаще всего его измеряют с помощью соотношений полов между мужчинами и женщинами, и предполагается, что оно вызвано селективными абортами, детским самоубийством и некачественным медицинским обслуживанием и питанием для девочек. Утверждается, что технологии, обеспечивающие пренатальное определение пола, которые коммерчески доступны с 1970-х годов, являются большим стимулом для селективных абортов.
Впервые этот феномен был отмечен индийским лауреатом Нобелевской премии Амартьей Сеном в эссе в «The New York Review of Books» в 1990 году и был расширен в его последующей научной работе. Изначально он подсчитал, что более ста миллионов женщин пропали без вести. Более поздние исследователи обнаружили разные цифры, по самым последним оценкам от 90 до 101 миллиона женщин. Подобные явления, как правило, наблюдаются в Азии, на Ближнем Востоке и в северной части Африки. Тем не менее это неравенство также было обнаружено в китайских и индийских иммигрантских общинах в Соединённых Штатах, хотя и в гораздо меньшей степени, чем в Азии. Приблизительно 2000 китайских и индийских нерождённых детей женского пола были абортированы в период с 1991 по 2004 год. В некоторых странах бывшего Советского Союза также произошло снижение рождаемости женщин после социальных потрясений с 1989 года, особенно в кавказском регионе.